# 대한민국의 애니메이션 의무 편성 제도
대한민국의 애니메이션 의무 편성 제도는 김대중 정부의 핵심 공약에 따라 대한민국의 애니메이션 활성화를 위한 국가 전략 사업의 일환으로, 방송법 제71조

에 의하여 방송사업자가 연간 일정 비율 이상의 대한민국 애니메이션을 편성하도록 하는 등의 내용을 의무화한 제도이다.
애니메이션 쿼터제라고도 불리며, 특히, 정부 차원의 국내 제작 애니메이션 진흥책에 따라 지상파 방송사가 새로 대한민국에서 만들어진 애니메이션을 1% 이상 편성하도록 한 제도를 일컬어 애니메이션 총량제라고 한다.

## 도입 배경
대한민국의 애니메이션의 편성에 관한 제도는 국내 제작 애니메이션 산업을 국가 전략 산업으로 집중 육성하기 위한 자생력 확보 차원에서, 1998년부터 시행되었다. 방송사별로 편성되는 전체 애니메이션 중 대한민국에서 만들어진 애니메이션이 일정 비율 이상이 되도록 하였으며, 대표적으로 KBS와 MBC의 경우 1998년에 25%, 2000년에 40%, 2001년에 45%까지 그 비율이 점진적으로 확대되었다. 이는, 김대중 정부의 핵심 공약으로 추진한 통합방송법 입법화 이전에 절대시간 총량제(주당 100분 국내 제작물 방영)의 문제로 지적되었던 재탕 및 삼탕 방영 문제를 해소하기 위해, 개선책 마련의 요구가 있었다.

그 결과 2005년부터 전체 프로그램 방송 시간에 대해 1%를 신규 작품으로 편성하도록 하는 총량제가 실시되었다.

수입 애니메이션의 편성에 관한 제도는 노무현 정부의 핵심 공약에 따른 일본 대중문화 개방화에 대응하고, 국제 문화 수용의 다양성을 보장하기 위해 2002년부터 시행되어, 매월을 기준으로 하던 것에서 2005년 매 분기를 기준으로 하도록 변화하였고
 2010년에 매 분기를 기준으로 하던 것이 매 반기를 기준으로 개정되었다. 2011년에 한미 FTA의 영향으로 수입방송물의 국가제한 쿼터가 60%에서 80%로 높아지며 완화되었고 대한민국 국내 애니메이션으로 편성해야하는 비율은 35%에서 30%로 낮아지며 완화되었다.

## 현행 법령의 주요 내용

### 대한민국 제작 애니메이션에 대한 편성 규정
방송법 시행령 제57조 제2항에 따라, 방송사업자는 연간 방송되는 애니메이션 중 대한민국에서 만들어진 애니메이션을 당해 채널의 전체 애니메이션 방송시간의 30% 이상 50% 이하의 범위 내에서 편성해야 한다.

방송사업자별 세부 기준은 지상파 방송 3사가 45% 이상, 케이블 및 IPTV 채널 서비스 방송사가 30% 이상 등으로 규정되어 있으며,

이때 인정되는 대한민국에서 만들어진 애니메이션은 방송프로그램 등의 편성에 관한 고시 제6조에 의해 방송통신위원회의 판정을 거친 것이어야 한다.

### 새로 대한민국에서 제작되는 애니메이션에 대한 편성 규정
방송법 시행령 제57조 제3항에 따라, 지상파 방송사업자는 당해 텔레비전방송채널에서 연간 방송되는 전체 프로그램중 대한민국에서 만들어진 애니메이션을 당해 채널의 전체 방송시간의 일정 비율 이상 신규로 편성하여야 한다.

이에 따라 2005년 7월부터 주요 지상파 방송사 중 MBC, KBS, SBS는 전체 방송 시간의 1% 이상을 새로 대한민국에서 만들어진 애니메이션을 의무적으로 편성하도록 시행되고 있으며, 이를 통칭 '애니메이션 총량제'라 한다.
그 밖에 EBS는 0.3% 이상, 지상파 DMB 채널은 0.1% 이상의 신규 국내 제작 애니메이션을 의무적으로 편성하여야 한다.

### 해외 제작 애니메이션에 대한 편성 규정
방송법 시행령 제57조 제4항에 따라, 방송사업자는 외국에서 수입한 애니메이션 중 1개 국가에서 만들어진 애니메이션을 당해 채널의 매분기 전체 외국에서 수입한 애니메이션 방송시간의 80%를 초과하여 편성할 수 없다. 원래는 60%였지만, 2011년에 한미 FTA의 여파로 80%로 상향되었다.

이를 '1개국 쿼터제'라고 부르기도 한다.

## 법령 시행 현황과 영향
2008년을 기준으로 신규 애니메이션 총량제를 포함한 대한민국에서 만들어진 애니메이션 의무 방영 비율은 모두 준수된 것으로 나타났으며,

현재 지상파 3사는 대한민국에서 만들어진 애니메이션을 각각 평균적으로 주당 80~85분 이상으로 편성하고 있다.

하지만 KT의 지니TV를 비롯한, SK브로드밴드의 Btv 등 선후발업체의 실시간 IPTV 서비스가 상용화가 되기 전후에, 오리온의 자회사인 온미디어(현 CJ ENM)의 자사 어린이 채널인 투니버스의 경우, 쿼터제가 제대로 준수되지 않는 경우가 종종 발생하여, 외국 애니메이션의 무분별한 유입으로 인한 문화 침탈의 부작용이 많다는 지적이 있었다.

### 긍정적인 측면
애니메이션 쿼터제가 시행된 초기인 2000년에 국내 제작 애니메이션은 약 88시간 분량에서 2001년 약 188시간 분량으로 두 배 이상의 규모 확대를 보여, 애니메이션 쿼터제가 국내 제작 애니메이션 장려의 긍정적인 파급 효과가 있는 것으로 나타났다. 이 수치는 2002년에는 약 116시간 분량으로 감소하였지만 2004년까지 꾸준히 증가해오다가 2005년에는 약 238시간 분량으로 대폭 상승하였다. 신규 애니메이션 총량제가 실시되면서 시행 이전보다 국내 제작 애니메이션의 창작과 자생력 확보를 유도하고, 국내 정서에 미칠 파급력을 고려했을때, 해외 제작 애니메이션의 무분별한 유입으로 문화 침탈의 부작용을 막기 위한 일종의 고육지책인 셈이다. 또한 총량제의 시행 이후로 중소규모의 신진 제작사의 작품이 방영되는 기회가 확대되었고, 해외 자본의 투자로 제작되는 합작 애니메이션이 증가하는 결과도 나타났다.

### 부정적인 측면
긍정적인 측면에서 볼 때는 대한민국의 애니메이션 시장이 확대되는 효과를 거두었으나, 질적인 면에서 볼 때는 오히려 부정적인 역효과가 나타났다. 가장 큰 문제는 애니메이션의 질적인 하락 추세를 보이게 된 것으로, 그 원인은 애니메이션에 투자하는 재원의 확보에 대해서는 아무 대책도 마련하지 않은 채 양적 확대만을 목표로 했기 때문이다. 방송사 편성 관계자들은 "판권 구매 비용이 통상적으로 낮은 해외 제작 애니메이션 보다 국내 제작 애니메이션의 제작 및 투자·개발비가 만만치 않게 들어가는 건 물론, 국내 제작 애니메이션 쿼터제를 지키고 경제적 부담을 줄이기 위해선 아예 만화 방영 시간 자체를 줄이거나 이미 구입해 놓은 작품을 재탕, 삼탕 방송할 수밖에 없다"라고 털어놓는다. 국내 제작 애니메이션의 물량이 턱없이 부족해 새로운 작품을 구하기가 어려운 현실 속에서, 시청률과 연계된 광고 수익도 계속 줄어드는 마당에 매달 수억원씩 적자를 면치 못하는 상황이다. 따라서 국내 애니메이션에 제작 및 투자할 수 있는 비용을 확대하기가 쉽지 않고, 한정된 재원으로 의무 편성 비율을 채우기 위해서 더 많은 작품의 방영권을 구매하려고 하여 애니메이션 방영권료의 평균 단가가 하락되는 결과를 초래했다. 애니메이션 제작사의 입장에서는 방송사로부터 제공되는 자본이 줄어들고 제작비 확보가 어려워지자 결국 저예산으로 애니메이션을 제작하게 되었고, 그 결과 퀄리티가 저조한 수준 낮은 작품까지 양산되고 말았다.
또한 총량제의 의무 편성 비율은 잘 지켜지고 있는 편이지만, 시청 접근성이 오히려 떨어지는 오후 4시 시간대에 주로 방송되기 때문에 애니메이션의 주타겟 시청자인 어린이와 청소년들이 시청하기가 곤란하는 건 물론, 지상파 애니메이션의 평균 시청률이 해마다 계속 급락하고, 전반적으로 오락물로서의 TV위상이 점차 계속 줄어드는 추세 속에서 점점 더 불리한 편성으로 이어지는 악순환을 낳고 있다.
2013년 당시 아이윌미디어의 김종식 대표의 인터뷰에서, "애니메이션 제작에는 프로그램 기획서 작성을 비롯해서, 시나리오, 컴퓨터 그래픽, 화상 처리, 편집 등 숙련된 기술력과 상당한 재원(리소스)이 필요한 만큼, 막대한 제작비와 투자·개발비까지 만만치 않게 들어간다. 대다수의 어린이와 청소년들이 사교육 열풍에 따라 방과 후 학원이나 과외 활동으로 내몰리는 등 생활패턴이 급격히 변화되면서, 실제 시청률 조사기관 AC닐슨의 조사 결과, 서울과 부산, 인천, 대구 등 대도시 지역의 어린이와 청소년들의 TV 시청 시간 행태 변화에서 IMF 사태 이후 시청 시간이 1시간 가량 감소된 것으로 나타났다"며 "멀티미디어급 컴퓨터를 비롯한 스마트폰이 많이 보급된 이후에 인터넷 사용이 일상화되면서, 어린이와 청소년들의 관심을 돌릴 수 있는 다양한 매체들이 등장한 점이 TV 시청 시간 감소의 가장 주된 요인으로 꼽을 수 있는데, 해외 제작 애니메이션의 판권 구매 비용은 통상적으로 한편당 500만원 내외인 반면에, 국내 제작 애니매이션의 경우, 1회당 1000만원 정도의 막대한 제작비와 투자·개발비까지 전부 다 지불해야 하며, 공동제작일 경우엔 1회 단위로 1억원에 달하는 제작비의 절반 이상을 분담해야 한다. 하지만, 애니메이션 수입 국가가 미국과 일본에만 너무 치중하고 있으며 미국과 일본을 제외한 유럽이나 제3국의 만화영화는 찾아보기가 아주 극히 드문 현실 속에서, 국민 정서에 어울리는 작품 기획의 부재로 국내에서 애니메이션 제작 여건이 다소 미숙한 상황에도 불구하고, 해외 의존도가 가장 제일 높은 일본 애니메이션이 TV 만화영화 시장에서는 전 세계를 지배하고 있을 정도로 발전하여 좋은 퀄리티를 내세운 작품들을 많이 제작한 탓도 있지만, 어린이와 청소년의 교육적, 문화적 측면보단 시청률을 의식한 방송사들의 치열한 쟁탈전으로 인한 한국 문화의 숨통을 조이고, 국적 없는 문화생활을 부채질할 우려가 있다는 점으로 꼽을 수 있는데, 전반적으로 오락물로서의 TV위상이 해마다 계속 줄어드는 추세 속에서, 케이블TV와 위성방송, IPTV 서비스 등 차세대 멀티미디어급 뉴미디어가 등장한 이후에 투니버스(Tooniverse) 등 애니메이션 전문 채널의 득세로, 더 이상 지상파 방송에서 어린이 및 청소년 프로그램의 입지가 많이 좁아드는 추세이다. 실제로 애니메이션 채널 투니버스(Tooniverse)의 경우 어린이 및 청소년 시청자 수가 부쩍 늘어나 시청률이 지상파 방송 못지 않게 2∼3배 가량 상승한 것으로 나타나고 있는데, 케이블 및 위성방송, IPTV 서비스 등 애니메이션 전문 채널들의 공격적인 작품 편성으로 어린이 및 청소년 시청자들을 많이 흡수한 것도 지상파 만화영화 시청률 감소의 가장 큰 요인으로 분석되고 있다" 라고 덧붙였다. 
일본 방송사들의 경우 1990년대 후반 이후 저녁 및 심야 시간대에 청소년 및 성인 취향의 애니메이션을 편성하면서 새로운 시청 연령층을 창출하는 건 물론 다양한 장르물 제작 활성화의 가장 큰 기폭제 역할을 수행했다는 것이 박스미디어의 박해선 대표의 설명인데, 애니메이션 쿼터제가 제대로 정착되었다 할지라도 제대로 잘 이루어지지 않아 제도의 실효성 자체가 유명무실해지는 경우도 빈번하다. CJ ENM(구 온미디어)의 홍보 실장을 역임한 이영균 팀장의 인터뷰에서, "특정 국가의 해외 제작 애니메이션 편성 비율을 법적으로 제한한 것은, 정부 차원의 국산만화영화진흥책에 따라 국내 제작 애니매이션 의무 방영 비율인 이른바 국산 애니 쿼터제에도 적잖은 작용을 하여, 자사 어린이 채널인 투니버스의 경우, 주로 일본이나 미국의 애니메이션을 방송하고, 국내 제작 애니메이션의 편성엔 소극적인 태도를 보여온 결과, 1개국 쿼터제를 위반하고 외국 애니메이션 중 특정 국가의 애니메이션을 절반 이상 편성하여 방송통신위원회 측에서, 과태료를 부과 당한채 시정 조치를 받는 일이 적지 않았다"며 "폭력성과 선정성 시비 문제가 가장 제일 많은 일본 애니메이션이 어린이와 청소년들의 정서에 심각한 악영향을 미치기 때문에, 어린이와 청소년이 일본 애니메이션만 볼 경우 일본 문화에만 심취해 다양한 문화를 경험할 수 없다는 점이 가장 고질적인 문제다"라고 덧붙였다.

대한민국에서 만들어진 애니메이션 편성 비율도 위반하여 기준에 미달되는 경우가 발생한 적이 종종 있었으며, 법령을 준수하더라도 신규 애니메이션 총량제와 마찬가지로 대한민국에서 만들어진 애니메이션은 시청률이 낮은 시간대인 심야~새벽이나 오전~이른 오후에 편성되어 사실상 시청자로부터 소외되는 처지라는 지적을 받는다.

## 평가와 개선 요구
애니메이션 쿼터제의 실시가 대한민국 애니메이션 산업의 양적인 확대를 가져온 사실은 인정되고 있지만, 오히려 역기능이 대한민국의 애니메이션 산업에 걸림돌이 되는 문제를 초래한 것에 대해 제도 개선 요구가 끊임없이 제기되고 있다. 제도의 유지에 관해서는 찬반 의견이 엇갈리고 있다.

### 애니메이션 제작자들의 입장
애니메이션 총량제가 작품의 질적 하락을 막고 실효성을 거두기 위해서는 투자 자본의 확보가 가장 절실하므로, 이를 위해서 방영 시간에 대한 할당 뿐만 아니라 프랑스의 제작비 쿼터제와 같은 제작비 지원책도 확보되어야 한다고 주장하고 있다. 또한 현행의 쿼터제는 시청하기에 매우 불리한 시간대로 편성하면서 의무 편성 비율만 채우는 식으로 실시되고 있으므로, 실질적으로 애니메이션 시청자들이 시청하기 좋은 유효 시간대를 설정하여 편성하도록 장려하는 제도도 필요하다고 주장한다. 그리고 이러한 문제점들을 개선하면서 총량제를 지상파방송사 뿐만이 아니라 케이블방송, 위성방송, IPTV 등의 다양한 매체로까지 확대해야 한다는 입장을 보이고 있다.

### 방송사의 입장
지상파 방송사의 경우, 케이블 방송사 등과의 형평성 문제를 제기하면서 현재 지상파 방송사에만 규제를 더 강하게 적용하고 있는 것은 과도하다는 입장을 보이고 있다. 요즘 애니메이션의 주 시청자층은 지상파 방송보다 케이블 방송의 애니메이션 전문 채널을 더 선호하고 있는데, 이를 고려하지 않은 채 지상파 방송사에만 더 엄격한 규제를 하는 것은 효율성이 없다는 것이다. 또한 의무 편성 비율을 충족시키는 작품 수급이 현실적으로 어렵고, 총량제에서 재방송을 인정하지 않음으로써 작품 활용도와 시청자의 반복 시청 가능성을 떨어뜨리고 있다고 주장하고 있다. 따라서 일정 수준에서 재방송도 총량제에서 인정하여 한 번 구입한 방영권을 보다 활용할 수 있는 방안을 마련하는 등의 현실적인 개선이 필요하다는 입장을 보이고 있다. 한편, 방송사에만 규제하는 총량제로는 애니메이션 산업의 발전 효과를 가져올 수 없다며 애니메이션 총량제를 폐기해야 한다는 주장이 나오기도 했다.

1국가 쿼터제의 경우, 연간이 아닌 분기별로 적용되어 대한민국에서 만들어진 애니메이션 쿼터제와 비교해 일관성이 없고, 통상 1~2분기 이상 방송되는 애니메이션의 편성에 어려움을 주고 있다며, 적용 기준을 연간으로 완화해달라는 요구도 있다. 케이블 방송사의 입장에서는, 현행 법령에서 수입 애니메이션 중 1개 국가 작품의 상한선인 60%보다 제한 비율을 확대해주기를 주장하기도 했다.

1국가 쿼터제를 준수하기 위해서 미국 애니메이션을 방송하는 방법도 있지만 미국 애니메이션 배급 메이저 3사인 워너 브라더스, 디즈니, 니켈로디언이 각각 자사의  브랜드 채널인 카툰네트워크, 디즈니 채널, 니켈로디언에 공급하고 있고 브랜드 블록 방식을 요구하고 있기 때문에 쉽지 않다.

## 제도 변화 전망
지상파 방송사에 총량제가 시행된 이후로 여러 가지 문제점이 나타난 것에 대해, 정부 측에서도 공감하면서 이 문제를 해결해 나가기 위한 정책 토론회를 개최하는 등 개선 요구를 수렴하고 정책을 시정해 나가기 위한 모습을 보였다.

이후, 국회 문화체육관광방송통신위원회 소속 한나라당 허원제 의원은 신규 애니메이션 총량제를 지상파 외에 케이블방송, 위성방송, 종합유선채널로 확대하는 내용의 방송법 개정안을 추진하겠다고 밝혔으며, 2009년 7월 개정안을 법제처에 제출하였다.

한편, 문화체육관광부는 2008년 만화, 애니메이션, 캐릭터 산업 육성을 위한 '킬러 콘텐츠 육성 전략'을 발표하면서 애니메이션 총량제를 확대 적용할 예정임을  밝힌 바 있으며,

이 전략을 보완한 '2013 cAn 혁신계획'을 2010년 3월 발표하면서 다시 한번 입장을 확인하였다.

대한민국에서 만들어진 애니메이션의 의무 방영 비율과 수입 애니메이션의 방영 비율 규제의 경우, 2007년 타결된 한미 자유무역협정(FTA)에 의해 대한민국에서 만들어진 애니메이션 편성 하한선은 35%에서 30%로 축소되고, 그 외 국가의 애니메이션 1개국 쿼터는 60%에서 80%까지 확대되었다.

그러나 이것이 대한민국 애니메이션 산업에 미칠 영향에 대해서는 논란이 존재한다.

2020년 공정거래위원회에서 폐지를 추진하기로 했다. 공정위에 따르면 주문형 비디오(VOD)나 OTT 등으로 애니메이션을 언제든지 시청할 수 있고 지상파 애니메이션의 시청률이 미미한 수준이라 업계에 미치는 영향이 크지 않다는 입장이다. KBS와 MBC 등 지상파 방송사도 애니메이션 편성에 연간 30억원이 드는데 수익이 나지 않아 폐지를 정부에 건의해 왔다. 한국애니메이션발전연합은 성명서를 내고 반발했다. 성명서에서 "지상파 방송은 국내 제작 애니메이션의 가장 중요한 유통 경로가 되고 있을 뿐 아니라 EBS는 국내제작 애니메이션의 1차 유통창구로 기능하고 있기 때문에 애니메이션 총량제가 폐지되거나 축소되면 국산 창작 애니메이션 산업의 존립 기반이 위협을 받게 된다"고 주장했다. 한국애니메이션발전연합은 산하 단체에 한국 애니메이션의 대표 캐릭터 둘리를 그려 이 같은 내용을 알리는 챌린지를 제안했고 트위터에서 많은 둘리 그림이 나왔다. 방송통신위원회는 대한민국 애니메이션 업계를 고사시킬 수 없다며 폐지에 반대하고 있다.

## 같이 보기
- 대한민국의 애니메이션
- 스크린 쿼터제

## 참고 문헌 및 출처
1. ↑  방송법(위키문헌)
제71조 (국내 방송프로그램의 편성) (1) 방송사업자는 당해 채널의 전체 프로그램중 국내에서 제작된 방송프로그램을 대통령령이 정하는 바에 따라 일정한 비율 이상 편성하여야 한다.
(2) 방송사업자는 연간 방송되는 영화·애니메이션 및 대중음악중 국내에서 제작된 영화·애니메이션 및 대중음악을 대통령령이 정하는 바에 따라 일정한 비율 이상 편성하여야 한다. 다만, 지상파방송사업자는 당해 채널에서 연간 방송되는 전체 프로그램중 국내에서 제작된 애니메이션을 대통령령이 정하는 바에 따라 일정한 비율 이상 신규로 편성하여야 한다. <개정 2004.3.22>
(3) 방송사업자는 국제문화 수용의 다양성을 보장하기 위하여 외국에서 수입한 영화·애니메이션 및 대중음악중 한 국가에서 제작한 영화·애니메이션 및 대중음악이 대통령령이 정하는 바에 따라 일정한 비율 이상을 초과하지 아니하도록 편성하여야 한다.
(4) 제1항 내지 제3항의 규정에 의한 방송프로그램의 편성비율은 방송매체와 방송분야별 특성등을 고려하여 차등을 둘 수 있다.
2. ↑  <국내 애니메이션 산업 발전방안 연구>, 한국방송진흥원, 2001년 12월[깨진 링크(과거 내용 찾기)] pp.104 ~107 국산TV애니메이션 의무방영제 현황과 문제점
3. ↑  "국산 만화영화 방송비율 총량제로 전환해야", 연합뉴스, 2002년 5월 21일
4. ↑  "애니 총량제 내년8월부터 적용", 디지털타임스, 2004년 6월 11일
5. ↑  <국내제작 애니메이션편성정책 성과분석 및개선방안 연구>, 방송통신위원회, 2009년 8월
p.77 [표 Ⅳ-10] 연도별 1개국 쿼터 편성 쿼터
6. ↑  방송프로그램 등의 편성에 관한 고시(국가법령정보센터) 제정, 개정이유 버튼 클릭하면 확인 가능. 방송통신위원회고시 제2010-57호 방송프로그램 등의 편성에 관한 고시. 일부를 다음과 같이 개정한다. 제7조 중 “매분기”를 “매반기”로 한다. 제8조제1항제1호 가목·나목 및 다목, 같은 항 제2호 가목 및 나목, 같은 항 제3호 가목 및 나목, 같은 항 제4호 및 제5호, 같은 조 제3항 중 “매분기”를 “매반기”로 한다. 제10조 중 제2항을 제3항으로 한다. 제10조에 제2항을 다음과 같이 신설한다. ② 제4조 및 「방송법 시행령」 제57조제3항의 신규로 편성되는 국내제작 애니메이션을 어린이들이 주로 시청하는 다음 각호의 시간대에 편성하는 경우에는 편성시간의 100분의 150으로 인정한다. 1. 평일 : 7시∼9시, 17시∼20시 2. 주말 및 공휴일 : 7시30분∼11시, 14시∼20시 제10조제3항(종전의 제2항) 중 “제9조의”를 “제9조,「방송법 시행령」제50조제1항의”로, “「방송법」제75조”를 “「방송통신발전 기본법」 제40조”로, “같은 법”을 “「방송법」”으로 한다. 별표1을 별지와 같이 한다.
7. ↑  방송프로그램 등의 편성에 관한 고시(국가법령정보센터) 제정, 개정이유 버튼 클릭하면 확인 가능. 방송통신위원회고시 제2011-51호. 가. 외국제작물 1개 국가 편성비율을 현행 100분의 60에서 100분의 80으로 완화(제8조) 나. 종합유선방송사업자, 위성방송사업자, 방송채널사용사업자의 국내제작 영화 편성비율을 현행 100분의 25에서 100분의 20으로 완화(제3조제2항) 다. 종합유선방송사업자·위성방송사업자·방송채널사용사업자의 국내제작 애니메이션 편성비율을 현행 100분의 35에서 100분의 30으로 완화(제3조제3항)
8. ↑  방송법 시행령(국가법령정보센터) 보관됨 2016-03-04 - 웨이백 머신제57조 (국내제작 방송프로그램의 편성) ②방송사업자는 법 제71조제2항 본문의 규정에 따라 연간 방송되는 영화·애니메이션 및 대중음악중 국내에서 제작된 영화·애니메이션 및 대중음악을 다음 각호의 범위안에서 방송통신위원회가 고시하는 비율 이상 편성하여야 한다. 다만, 종교 또는 교육에 관한 전문편성을 행하는 방송사업자의 경우에는 국내에서 제작된 영화·애니메이션을 당해 채널의 연간 전체 영화방송시간 또는 애니메이션방송시간의 100분의 40 이하의 범위안에서 방송통신위원회가 고시하는 비율 이상을 편성하여야 한다. <개정 2001.3.20, 2004.9.17, 2008.2.29>
1. 영화 : 당해 채널의 전체 영화방송시간의 100분의 20 이상 100분의 40 이하
2. 애니메이션 : 당해 채널의 전체 애니메이션방송시간의 100분의 30 이상 100분의 50 이하
3. 대중음악 : 당해 채널의 전체 대중음악방송시간의 100분의 50 이상 100분의 80 이하
9. ↑  방송프로그램 등의 편성에 관한 고시(국가법령정보센터)
제3조(국내제작 방송프로그램의 편성비율)
③ 방송사업자는 별표2를 충족하는 국내제작 애니메이션을 다음 각 호에서 정한 비율이상 편성하여야 한다.(이 고시에서 "애니메이션"이란 스스로 움직이는 피사체를 연속 촬영하여 제작하는 실사 영상과 달리 스스로 움직이지 않는 피사체를 2D, 3D, CG, 스톱모션 등 다양한 기법과 매체를 이용하여 인위적으로 조작하여 움직이는 영상이미지를 창출하는 작업물을 말한다.)
1. 지상파방송사업자(지상파이동멀티미디어방송사업자를 제외한다) : 해당 채널의 연간 전체 애니메이션 방송 시간의 100분의 45 이상.
2. 지상파이동멀티미디어방송사업자 : 해당 채널의 연간 전체 애니메이션 방송 시간의 100분의 35 이상.
3. 종합유선방송사업자, 위성방송사업자, 방송채널사용사업자 : 해당 채널의 연간 전체 애니메이션 방송 시간의 100분의 30 이상.
4. 교육 또는 종교를 전문으로 편성하는 방송 사업자는 제1호와 제2호의 규정과 관계없이 다음의 규정에 따른다.
가. 교육을 전문으로 편성하는 방송 사업자: 해당 채널의 연간 전체 애니메이션 방송 시간의 100분의 8 이상.
나. 종교를 전문으로 편성하는 방송 사업자: 해당 채널의 연간 전체 애니메이션 방송 시간의 100분의 4 이상.
10. ↑  방송프로그램 등의 편성에 관한 고시(국가법령정보센터)
제6조(국내제작 애니메이션의 인정기준 및 절차) ① 제3조제3항의 국내제작 애니메이션은 다음 각 호의 어느 하나에 해당하여야 한다.
1. 국내인이 국내에서 제작하는 애니메이션의 제작과정이 별표에서 정한 기준 이상인 제작물
2. 우리나라의 애니메이션 제작자가 제작비용의 100분의 30 이상을 출자하여 외국의 애니메이션 제작자와 공동으로 만든 제작물로서, 1호에 따른 점수 합계가 16점 이상인 애니메이션 제작물
② 제1항에 따라 국내제작 애니메이션으로 인정받으려 하는 자는 별지 제1호서식의 국내제작 애니메이션 인정 신청서, 별지 제2호서식의 제작참여 확인서에 증빙서류를 첨부하여 방송통신위원회에 제출하여야 한다.
③ 방송통신위원회는 신청인의 국내제작 애니메이션 인정 신청 접수 후 30일 이내에 그 결과를 신청인에게 문서로 통보한다. 다만, 불가피한 사유로 기일 내 심사를 하지 못할 경우에는 1회에 한해 기일을 30일 더 연장할 수 있다.
④ 신청인은 방송통신위원회의 국내 제작 애니메이션 불인정 판정에 대해 이의가 있는 경우 그 결과를 통보받은 날로부터 30일 이내에 1회에 한해 재심사를 문서를 통해 요청할 수 있으며, 그 경우 제3항의 기일을 준용한다. 또한 방송통신위원회는 이의제기 사유가 불분명한 재심사 요청을 반려할 수 있다.
⑤ 방송통신위원회는 제2항에 따라 신청된 국내제작 애니메이션의 인정 여부를 자문받기 위해 5인 이상 9인 이내의 자문위원회를 운영할 수 있다.
11. ↑  방송법 시행령(국가법령정보센터) 보관됨 2016-03-04 - 웨이백 머신제57조 (국내제작 방송프로그램의 편성) ③지상파방송사업자는 법 제71조제2항 단서의 규정에 의하여 당해 텔레비전방송채널에서 연간 방송되는 전체 프로그램중 국내에서 제작된 애니메이션을 당해 채널의 전체 방송시간의 1000분의 15 이하에서 방송통신위원회가 고시하는 비율 이상 신규로 편성하여야 한다. 다만, 다음 각 호의 어느 하나에 해당하는 지상파방송사업자는 지상파텔레비전방송사업으로 허가받은 당해 텔레비전방송채널에서 연간 방송되는 전체 프로그램중 국내에서 제작된 애니메이션을 당해 채널의 전체 방송시간의 100분의 1 이상 신규로 편성하여야 한다. <신설 2004.9.17, 2006.3.10, 2007.8.7, 2008.2.29>
1. 공사
2. 「방송문화진흥회법」에 의한 방송문화진흥회가 최다출자자인 지상파방송사업자
3. 직전 3개 사업연도의 평균 매출액이 3천억원 이상인 지상파방송사업자
12. ↑  방송프로그램 등의 편성에 관한 고시(국가법령정보센터)
제4조(신규로 편성되는 국내제작 애니메이션의 편성비율) ① 한국교육방송공사는 당해 채널별로 연간 전체 텔레비전 방송시간의 1000분의 3 이상 국내 제작 애니메이션을 신규로 편성하여야 한다.
② 지상파이동멀티미디어방송사업자는 당해 채널별로 연간 전체 텔레비전 방송시간의 1000분의 1 이상 국내에서 제작된 애니메이션을 신규로 편성하여야 한다.
13. ↑  방송법 시행령(국가법령정보센터) 제57조 (국내제작 방송프로그램의 편성) ②방송사업자는 법 제71조제2항에 따라 연간 방송되는 영화ㆍ애니메이션 및 대중음악중 국내에서 제작된 영화ㆍ애니메이션 및 대중음악을 다음 각호의 범위에서 방송통신위원회가 고시하는 비율 이상 편성하여야 한다. 다만, 종교 또는 교육에 관한 전문편성을 행하는 방송사업자의 경우에는 국내에서 제작된 영화ㆍ애니메이션을 해당 채널의 연간 전체 영화방송시간 또는 애니메이션방송시간의 100분의 40 이하의 범위에서 방송통신위원회가 고시하는 비율 이상을 편성하여야 한다. <개정 2001. 3. 20., 2004. 9. 17., 2008. 2. 29., 2012. 7. 17.>
1. 영화 : 당해 채널의 전체 영화방송시간의 100분의 20 이상 100분의 40 이하
2. 애니메이션 : 당해 채널의 전체 애니메이션방송시간의 100분의 30 이상 100분의 50 이하
3. 대중음악 : 당해 채널의 전체 대중음악방송시간의 100분의 50 이상 100분의 80 이하
14. ↑  방송법 시행령(국가법령정보센터) 보관됨 2016-03-04 - 웨이백 머신제57조 (국내제작 방송프로그램의 편성) ④방송사업자는 법 제71조제3항의 규정에 의하여 외국에서 수입한 영화·애니메이션 및 대중음악중 1개 국가에서 만들어진 영화·애니메이션 및 대중음악을 분야별로 당해 채널의 매분기 전체 외국에서 수입한 영화·애니메이션 및 대중음악 방송시간의 100분의 60 이내에서 방송통신위원회가 고시하는 비율을 초과하지 아니하도록 편성하여야 한다. <개정 2004.9.17, 2007.8.7, 2008.2.29>
15. ↑  <국내제작 애니메이션편성정책 성과분석 및개선방안 연구>, 방송통신위원회, 2009년 8월
pp.77~82 2008년의 규제 준수 현황
16. ↑  현재 지상파 방송사가 하루에 약 19~20시간 정도 방송을 송출하고 있으므로 주당 총 방송시간은 약 7980~8400분이 되며, 따라서 애니메이션 총량제 기준인 전체 방영 시간의 1%는 80~85분이 됨을 추산할 수 있다.
17. ↑  <국내제작 애니메이션편성정책 성과분석 및개선방안 연구>, 방송통신위원회, 2009년 8월
pp.83~85 국내제작 애니메이션 편성규제 성과분석
18. ↑  "국산 애니 방송총량제 '속빈 강정'", 전자신문, 2006년 9월 25일
19. ↑  “애니메이션 총량제 질적향상 실패했다”, 경향신문, 2008년 6월 4일
20. ↑  "법 어겨가며 4년간 日애니 방영", 문화일보, 2008년 7월 16일, 2007년 4분기 이전 1개국 쿼터제 위반에 관한 기사
21. ↑  "방통위, 의무편성비율 위반 PP 제재", 미디어오늘, 2008년 12월 4일, 2008년 1분기 1개국 쿼터제 위반에 관한 기사
22. ↑  "의무편성비율 위반 채널에 과태료", 연합뉴스, 2009년 3월 31일, 2008년 2,3분기 1개국 쿼터제 위반에 관한 기사
23. ↑  "케이블·위성방송 국산애니 홀대", 전자신문, 2005년 9월 4일
24. ↑  "케이블채널, 국산 애니 여전히 ‘찬밥’", 지디넷코리아, 2009년 11월 6일
25. ↑  <국내제작 애니메이션편성정책 성과분석 및개선방안 연구>, 방송통신위원회, 2009년 8월
pp. 93~97 애니메이션 제작사들의 문제 제기
26. 1 2  "애니메이션·캐릭터산업 활성화 제도개선 토론회", MBC뉴스, 2009년 6월 9일
27. 1 2  “"애니메이션․캐릭터산업 활성화를 위한 제도개선 국회 토론회 개최", (사)한국애니메이션제작자협회 소식지 제3호, 2009년 6월 16일”. 2010년 12월 26일에 원본 문서에서 보존된 문서. 2010년 6월 10일에 확인함.
28. ↑  <국내제작 애니메이션편성정책 성과분석 및개선방안 연구>, 방송통신위원회, 2009년 8월
pp.97~101 지상파 방송사의 입장
29. ↑  “"방송협회 '국산 애니메이션 총량제 폐기' 요청", (사)한국애니메이션제작자협회 소식지 제1호, 2009년 4월 13일”. 2010년 12월 26일에 원본 문서에서 보존된 문서. 2010년 6월 10일에 확인함.
30. ↑  홍지민 (2006년 7월 24일). “애니채널 수입물쿼터제 속앓이”. 《서울신문》. 2022년 8월 30일에 확인함.
31. ↑  "허원제 '애니메이션·캐릭터 산업활성화 토론회' 개최", 아이뉴스24, 2009년 6월 9일
32. ↑  "애니메이션 총량제, PP로 확대 방안 추진", 조이뉴스24, 2009년 6월 11일
33. ↑  “"허원제 의원실, 국산애니메이션 신규 의무방영제 방송법 개정안 제출", (사)한국애니메이션제작자협회 소식지 제4호, 2009년 7월 14일”. 2010년 12월 26일에 원본 문서에서 보존된 문서. 2010년 6월 9일에 확인함.
34. ↑  "킬러콘텐츠 육성에 5년간 4천100억원 투입", 연합뉴스, 2008년 11월 24일
35. ↑  "문화부 “Korea Content”서비스 전용공간 마련", 대한민국 정책포털 공감코리아, 2010년 3월 17일
36. ↑  "<FTA타결> PP에 외국인 간접투자 100% 개방", 연합뉴스, 2007년 4월 2일
37. ↑  "애니업계,한미 FTA 타결 후 산업손실 93억 추산", 전자신문, 2007년 6월 29일
38. ↑  박호현 (2020년 5월 17일). “이것 때문에 '뽀로로 성공' 시작됐는데...'TV 1% 편성의무 폐지' 하겠다는 정부”. 《서울경제》. 2020년 8월 30일에 확인함.
39. ↑  “[한국애니메이션발전연합] 애니메이션 총량제 폐지 반대 성명”. (사)한국애니메이션제작자협회. 2020년 5월 27일. 2022년 8월 30일에 확인함.
40. ↑  이수지 (2020년 5월 27일). “애니업계 "지상파 애니 1% 편성 총량제 폐지 결사반대"”. 《뉴시스》. 2022년 8월 30일에 확인함.
41. ↑  전혼잎 (2020년 5월 28일). ““고길동이 왜 거기서…” 갑작스런 ‘둘리 챌린지’ 왜 시작됐나”. 《한국일보》. 2022년 8월 30일에 확인함.
42. ↑  김현아 (2020년 5월 24일). “[김현아의 IT세상읽기]공정위 공문에 방통위가 ‘no’한 이유”. 《이데일리》. 2022년 8월 30일에 확인함.